# Zeriassa tuxeni
Zeriassa tuxeni es una especie de arácnido  del orden Solifugae de la familia Solpugidae.

## Distribución geográfica
Se encuentra en el sur de África.